# Pejškov (Pelhřimov)
Pejškov (německy Pejschkow) je malá vesnice, část okresního města Pelhřimov. Nachází se asi 6 km na západ od Pelhřimova. V roce 2009 zde bylo evidováno 29 adres. V roce 2001 zde trvale žilo 38 obyvatel.
Pejškov je také název katastrálního území o rozloze 4 km2.

## Pamětihodnosti
Na návsi stojí rekonstruovaná kaple.